# HEART BREAK
「HEART BREAK」（ハート・ブレイク）は、1987年6月22日に発売された本田美奈子の11枚目のシングル。

## 解説
同日発売の「OVERSEA」の歌詞カードの応募券と当該シングルの応募券を東芝EMIに送付すると、「CRAZY NIGHTS」の英国オリジナルのシングルが当選するプレゼント企画があった。

## 収録曲
1. HEART BREAK [日本語][注 1]
作詞・作曲：John Wilson、Joe Jackson、Stephen Wilson／日本語詞：湯川れい子／編曲：大村憲司、John Wilson
2. SNEAK AWAY
作詞・作曲：John Wilson、Gail Johnson／編曲：John Wilson
  - 東芝「ウォーキー」TV-CMソング

## 収録アルバム
- HEART BREAK
  - OVERSEA （1987年6月22日）  - 英語
  - DISPA 1987 （1988年1月25日） - ライブバージョン
  - Look over my shoulder （1988年10月26日）
  - best now （1989年9月13日,1990年11月14日）
  - Big Artist Best Collection （1994年12月7日）
  - TWIN BEST （1998年5月13日）
  - 2000 millennium BEST （2000年5月24日）
  - GOLDEN☆BEST 本田美奈子 （2003年6月25日）
  - 本田美奈子BOX （2004年12月15日）
  - NEW BEST 1500 （2005年8月24日）
  - ゴールデン☆アイドル 本田美奈子 (2014年7月30日)
  - エッセンシャル・ベスト 1200 本田美奈子 (2018年3月21日)

- SNEAK AWAY
  - OVERSEA （1987年6月22日）
  - DISPA 1987 （1988年1月25日） - ライブバージョン
  - best now （1989年9月13日,1990年11月14日）
  - Big Artist Best Collection （1994年12月7日）
  - TWIN BEST （1998年5月13日）
  - 本田美奈子BOX （2004年12月15日）
  - ゴールデン☆アイドル 本田美奈子 (2014年7月30日)

## TV
- 歌のトップテン
- オールナイトフジ
- ザ・ベストテン
- ミュージックスクエア
- ミュージックステーション
- 夜のヒットスタジオ
- ロッテ 歌のアルバム